# Walther Wolf
Walther Wolf (* 24. November 1900 in Hildesheim; † 11. Januar 1973 in Hamburg) war ein deutscher Ägyptologe und Professor an den Universitäten Leipzig und Münster.

## Leben
Walther Wolf studierte an den Universitäten Heidelberg, Göttingen und Berlin. Während seines Studiums wurde er Mitglied der AMV Stauffia Heidelberg (im Sondershäuser Verband). Seit 1922 war er als wissenschaftlicher Hilfsarbeiter am Ägyptischen Museum Berlin angestellt. 1923 wurde er in Heidelberg promoviert und verweilte 1926 in Kairo am Deutschen Institut für ägyptische Altertumskunde. 
1928 wurde er wissenschaftlicher Assistent in Leipzig. Im November 1933 unterzeichnete er das Bekenntnis der deutschen Professoren zu Adolf Hitler. 1934, als Georg Steindorff emeritiert wurde, berief man Wolf zum außerordentlichen Professor. Mit der Professur war auch die Leitung des Ägyptischen Museums der Universität Leipzig verbunden. 1939 wurde er zum ordentlichen Professor berufen und im selben Jahr zum Kriegsdienst eingezogen. 1945 beschrieb Steindorff seinen Nachfolger in der sogenannten „Steindorff-Liste“ als „schrecklichen Nazi“, dachte aber, Wolf sei gefallen und verzichtete deshalb auf eine gründlichere Beschreibung. 1946 kehrte er aus der Kriegsgefangenschaft nicht nach Leipzig zurück. Stattdessen wurde er 1949 Gastprofessor in Münster, wo er ein ägyptologisches Seminar aufbaute. Dort war er von 1959 bis 1969 ordentlicher Professor.
Walther Wolf gab von 1935 bis 1939 die Leipziger Ägyptologischen Studien, eine Schriftenreihe für kleinere Monografien, heraus.

## Schriften
- Die Bewaffnung des altägyptischen Heeres. Prisma, Gütersloh 1978 (Nachdruck der Ausgabe Leipzig 1926).
- Individuum und Gemeinschaft in der ägyptischen Kultur (= Leipziger Ägyptologische Studien. Bd. 1). Augustin, Glückstadt 1935.
- Wesen und Wert der Ägyptologie (= Leipziger Ägyptologische Studien. Bd. 8). Augustin, Glückstadt 1937.
- Kulturgeschichte des Alten Ägypten (= Kröners Taschenausgabe. Band 321). 2. Auflage. Kröner, Stuttgart 1977, ISBN 3-520-32102-5 (Nachdruck der Ausgabe 1962).
- Das alte Ägypten. (= Dtv Monographien zur Weltgeschichte) 2. Auflage, Dtv, München 1978, ISBN 3-423-04332-6.
- bearbeitet von Théophile Sauvegot: Die Welt der Ägypter. Phaidon, Essen 1985, ISBN 3-88851-093-7.
- Frühe Hochkulturen: Ägypten, Mesopotamien, Ägäis (= Belser Stilgeschichte. Bd. 1). Belser, Stuttgart 1969.